# Guangzhou International Women's Open 2018
Il  Guangzhou International Women's Open 2018 è stato un torneo di tennis giocato sul cemento all'aperto. È stata la quindicesima edizione del torneo che fa parte della categoria International nell'ambito del WTA Tour 2018. Il torneo si è giocato al Guangdong Olympic Tennis Centre di Canton, in Cina, dal 17 al 22 di settembre.

## Partecipanti

### Teste di serie
| Nazionalità | Giocatrice        | Ranking* | Testa di serie |
| ----------- | ----------------- | -------- | -------------- |
| Francia     | Alizé Cornet      | 33       | 1              |
| Cina        | Zhang Shuai       | 40       | 2              |
| Cina        | Wang Qiang        | 43       | 3              |
| Serbia      | Aleksandra Krunić | 51       | 4              |
| Kazakistan  | Yulia Putintseva  | 55       | 5              |
| Slovacchia  | Viktória Kužmová  | 58       | 6              |
| Bielorussia | Vera Lapko        | 64       | 7              |
| Cina        | Zheng Saisai      | 76       | 8              |

* Ranking al 10 settembre 2018.

### Altre partecipanti
Le seguenti giocatrici hanno ricevuto una Wild card:
- Svetlana Kuznetsova
- Wang Xinyu
- Wang Xiyu
- Vera Zvonarëva

Le seguenti giocatrici sono entrate in tabellone tramite ranking protetto:
- Vania King
- Sabine Lisicki

Le seguenti giocatrici sono passate dalle qualificazioni:

- Lizette Cabrera
- Guo Hanyu
- Ivana Jorović
- Deniz Khazaniuk
- Lu Jiajing
- Karman Thandi

La seguente giocatrice è entrata in tabellone come lucky loser:
- Zhu Lin

## Ritiri
Prima del torneo
- Peng Shuai → sostituita da  Vania King
- Rebecca Peterson → sostituita da  Magdalena Fręch
- Aryna Sabalenka → sostituita da  Fiona Ferro
- Yanina Wickmayer → sostituita da  Viktorija Golubic
- Zhang Shuai → sostituita da  Zhu Lin

Durante il torneo
- Ana Bogdan
- Jennifer Brady

## Campionesse

### Singolare
Wang Qiang ha battuto in finale  Yulia Putintseva con il punteggio di 6–1, 6–2.
- È il secondo titolo in carriera per Wang, il secondo della stagione.

### Doppio
Monique Adamczak /  Jessica Moore hanno battuto in finale  Danka Kovinić /  Vera Lapko con il punteggio di 4–6, 7–5, [10–4].